# Godegisílio
Godegisílio (359 - 406) [carece de fontes?] foi rei dos vândalos asdingos.
Os vândalos asdingos haviam invadido a Récia em 401, porém, como as terras eram insuficientes para sustentar sua população crescente, se uniram aos alanos, habitando a Panônia, e os suevos, e migraram para o norte.
J. B. Bury conjectura que este movimento foi motivado pela presença de hunos e ostrogodos em suas fronteiras. A região do Reno estava pouco defendida, pois Estilicão havia retirado estas tropas, para defender a Itália.
Quando eles chegaram ao Reno encontrram a resistência dos francos ripuários, defensores da fronteira do Reno em substituição às tropas romanas mobilizadas à Itália. No confronto ocorrido em 31 de dezembro de 406, em Trévis (Tréveris),[carece de fontes?] Godegisílio morreu. Nesta batalha, além do rei, morreram mais de 20.000 vândalos. Os vândalos teriam sido completamente derrotados, mas a chegada do rei Respendial, com os alanos, mudou o resultado da batalha; eles derrotaram os francos e cruzaram o Reno para invadir a Gália.
A Godegisílio sucedeu o maior de seus filhos vivos, Gunderico, nascido do matrimônio com uma nobre de origem vândala chamada Flora. Este seria o responsável por conduzir o seu povo através da Gália e, posteriormente, até a Hispânia. Outro filho dele, Genserico (bastardo), sucedeu ao irmão Gunderico no ano 428 e reinou durante 49 anos, estabelecendo um poderoso reino vândalo no norte da África.